# Bernard Stollman
Bernard Stollman (New Brunswick, 19 luglio 1929 – Great Barrington, 19 aprile 2015) è stato un imprenditore e avvocato statunitense.

## Biografia
Primo di sette fratelli, Bernard Stollman nacque nel New Jersey da due immigrati dalla Polonia, David e Julia Stollman, e crebbe a Plattsburgh, città nello stato di New York, nella quale la famiglia possedeva una catena di negozi di abbigliamento femminile. All’età di sedici anni, si trasferì con la famiglia a Forest Hills (Queens), e in seguito frequentò la facoltà di Giurisprudenza alla Columbia University. Nel 1960 cominciò a lavorare come stagista non retribuito presso uno studio legale che si occupava dei patrimoni di Charlie Parker e di Billie Holiday. Negli anni successivi, Stollman si appassionò alla musica jazz e fornì opera di consulenza ai musicisti di jazz e rhythm and blues riguardo a contratti e diritti d’autore. Queste attività lo condussero a conoscere da vicino il mondo e i meccanismi della discografia.
Stollman fondò nel 1963 l’etichetta discografica ESP-DISK’ il cui nome deriva dall’esperanto che fu la lingua usata per il lancio promozionale del primo disco. La compagnia produsse dischi di jazz sperimentale e reclutò nelle sue file musicisti esordienti: Albert Ayler, Gato Barbieri, Marion Brown, Burton Greene, Patty Waters, Henry Grimes, Charles Tyler, Sunny Murray, Milford Graves, Sonny Simmons, Ronnie Boykins e Frank Wright, oltre ai già celebri Ornette Coleman e Paul Bley. Stollman non si limitò al jazz, ma arruolò anche gruppi rock come i Fugs e i Pearls Before Swine, esponenti della controcultura underground che divennero popolari per il loro impegno pacifista contro la guerra del Vietnam. Dall’inizio al 1975 l’etichetta pubblicò 125 dischi, ma Stollman, se dal lato artistico lasciava agli artisti sotto contratto piena libertà di espressione, si rivelò essere un pessimo debitore nei loro confronti, e la gestione finanziaria si dimostrò problematica dando luogo a lamentele e minacce da parte di diversi musicisti della sua scuderia e provocando anche contese giudiziarie con i creditori o con i loro eredi.
Al di fuori delle sue esperienze imprenditoriali, grazie alla laurea in Giurisprudenza ricoprì la carica di Procuratore Generale Aggiunto dello Stato di New York, e nel 1991 si ritirò in pensione. Nel 2005, con l’aiuto di una modesta somma ereditata dai genitori, decise di ritornare alla sua prima passione riattivando l’etichetta discografica ESP-DISK’ ferma dal 1975, occupandosi con il suo staff di produzioni musicali trasmesse attraverso una piattaforma digitale, assieme a una limitata produzione di CD.
È morto all’età di 85 anni a causa delle complicanze di un tumore alla prostata.